# Willibald Siemann

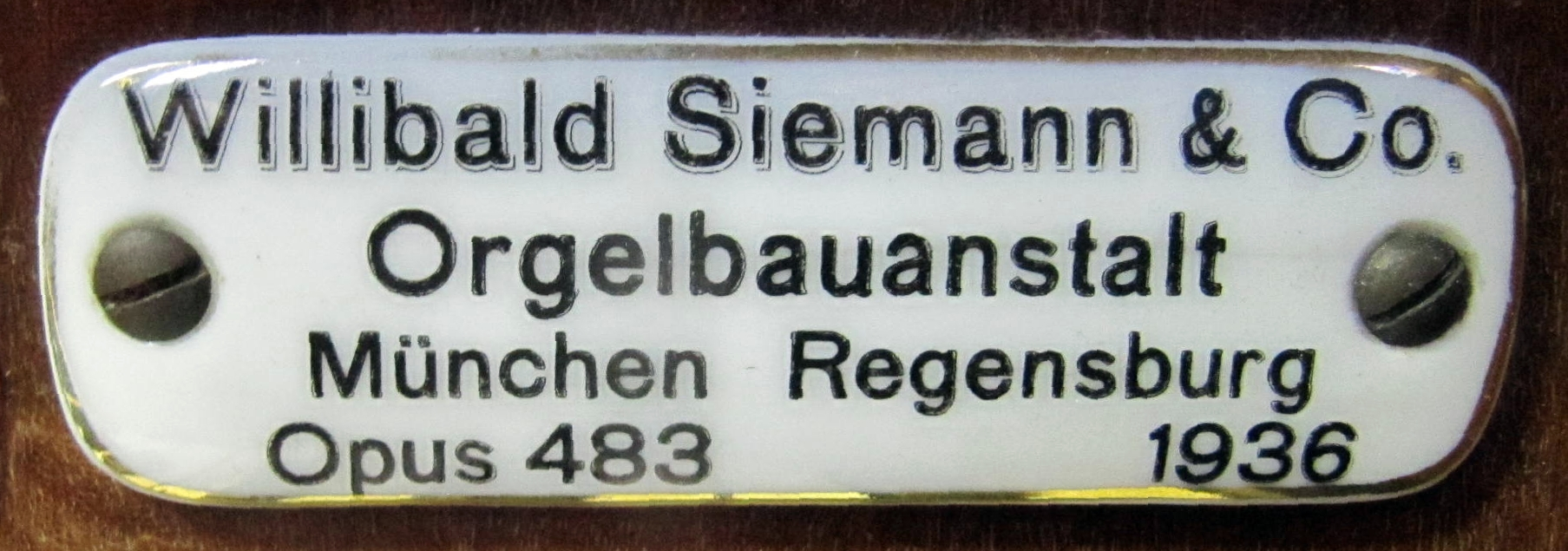
Firmenschild der Orgelbaufirma Siemann, München und Regensburg

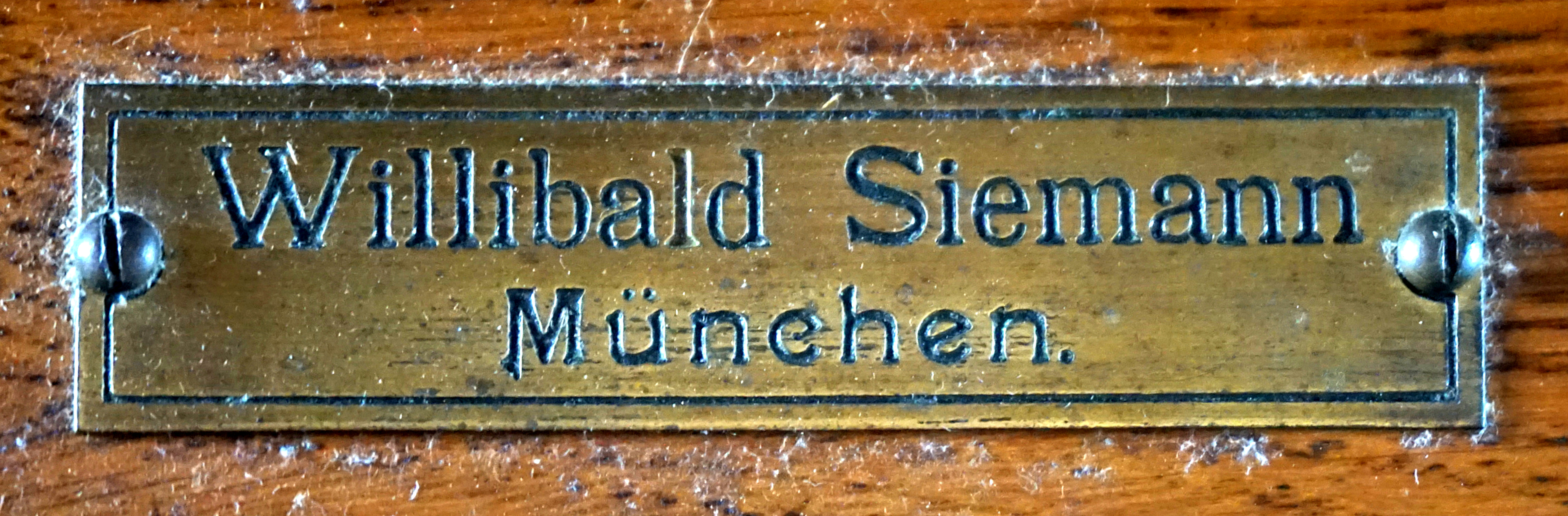
Früheres Firmenschild der Orgelbaufirma Siemann

Willibald Siemann (* 20. Mai 1864 in Streitheim; † 28. Februar 1932 in München) war ein deutscher Orgelbauer.

## Leben und Wirken

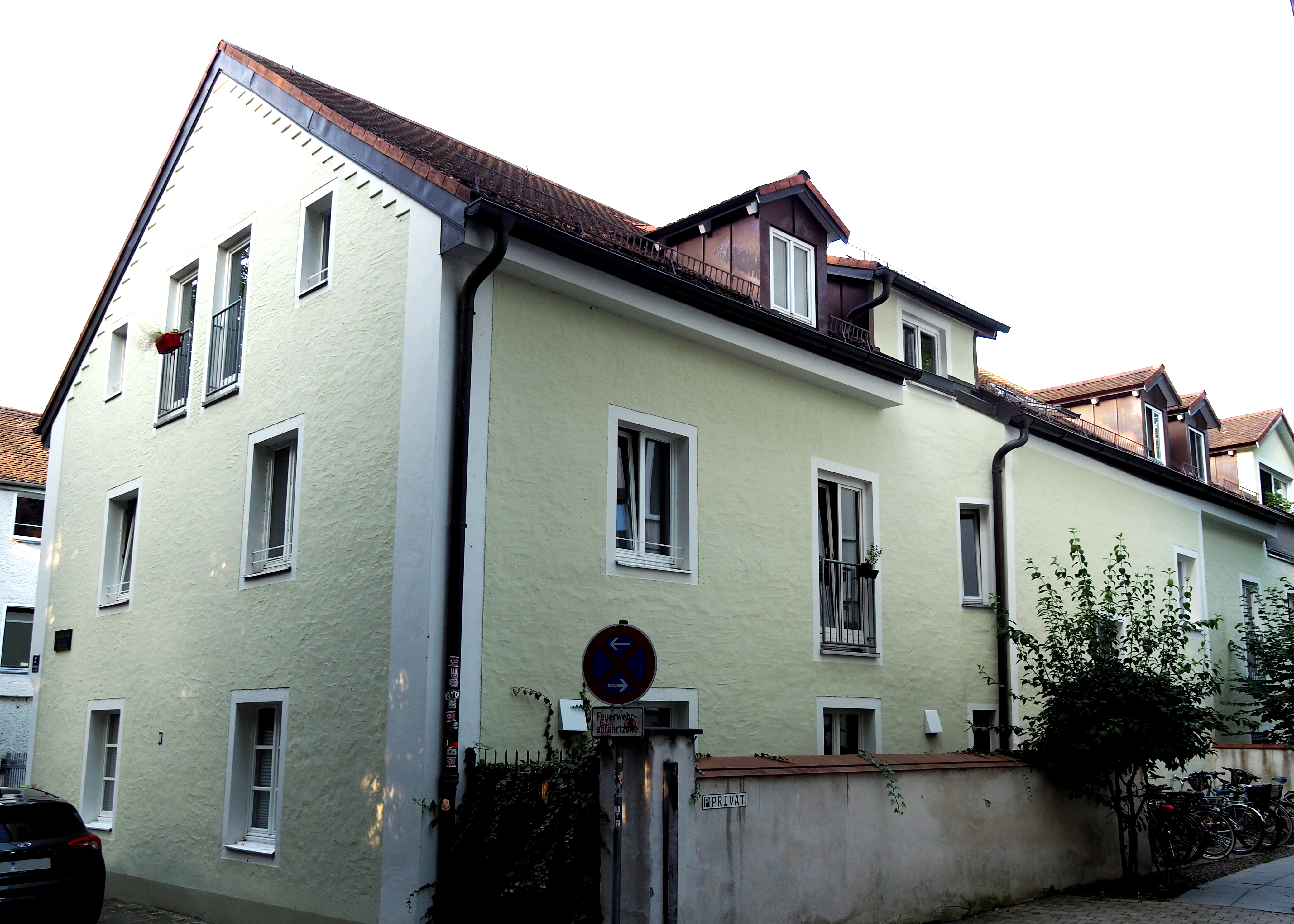
Frühere Firmenzentrale und später Filiale in der Villastraße 2 in Regensburg (heute umgestaltet)

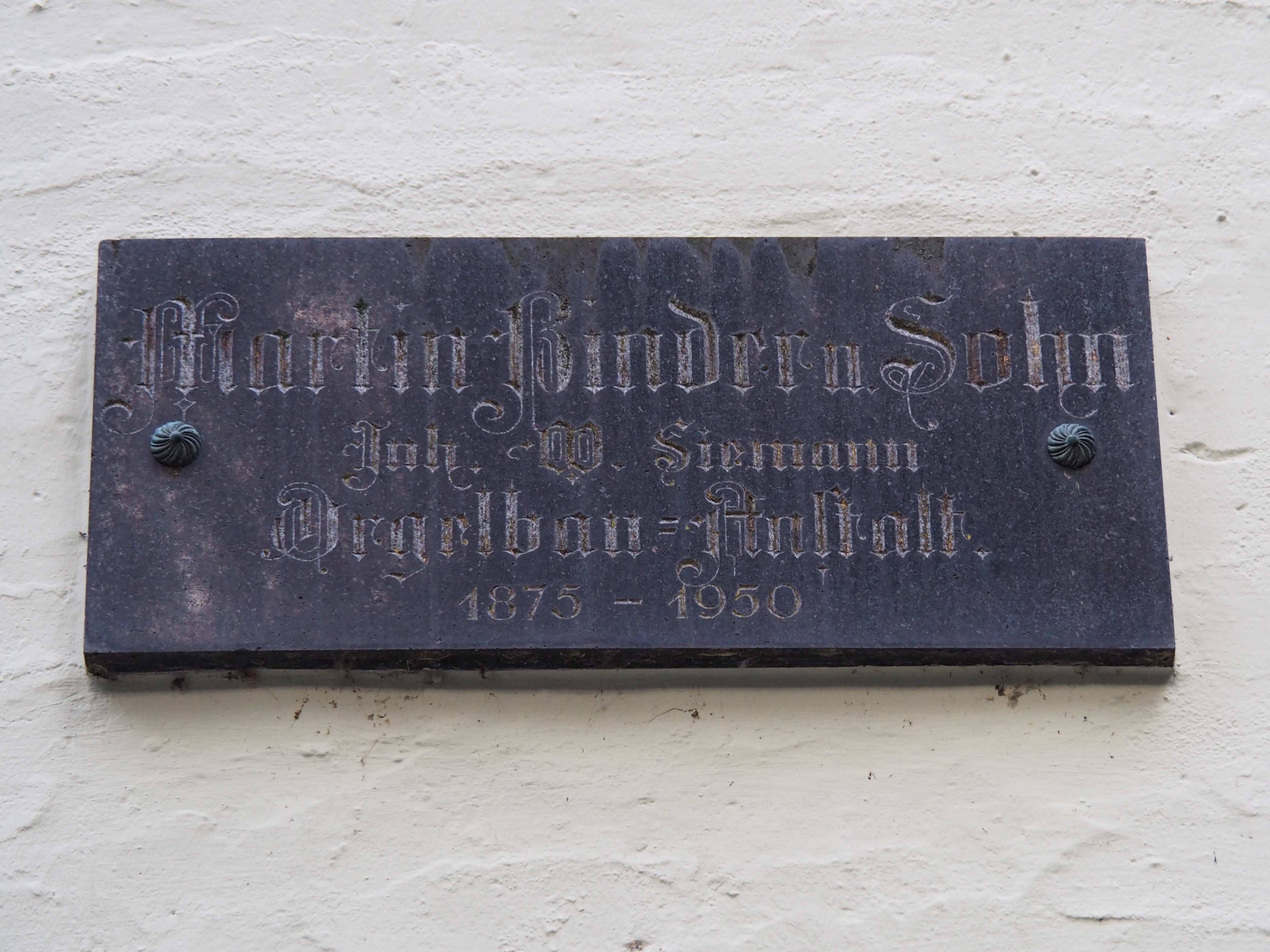
Gedenktafel am Haus

Willibald Siemann erlernte den Orgelbau vermutlich bei seinem Schwager Martin Binder, der ab 1873 einen Orgelbaubetrieb
in Pfaffenhofen hatte. 1889 eröffnete Binder einen zweiten Betrieb in Regensburg, wo Siemann Teilhaber wurde. 1900 gründete Siemann in München eine eigene Firma. Nach Binders Tod 1904 vereinigte er beide Betriebe und firmierte zunächst unter dem Namen Martin Binder & Sohn, Inh. Willibald Siemann, später nur noch als Willibald Siemann & Co., München und Regensburg.
Nach Siemanns Tod wurde der Betrieb von seinem Schwiegersohn Georg Prell weitergeführt, bis 1944 die Münchner Werkstatt in der Steinheilstraße 7 durch einen Bombenangriff zerstört wurde. Danach trat Prell nicht mehr in Erscheinung. Die Regensburger Filiale pachtete 1946 der aus Oberschlesien stammende Orgelbauer Carl Berschdorf. Nach der Währungsreform wurde der Betrieb stillgelegt. Berschdorf starb am 15. Dezember 1950.
Insgesamt wurden von Binder und Siemann zwischen 1875 und 1944 ca. 525 Orgeln gebaut: 180 mit einem, 330 mit zwei, 8 mit drei und eine mit vier Manualen. Die Instrumente wurden vorwiegend für katholische Kirchen in Bayern gebaut. Die Firma galt damals neben Franz Borgias Maerz als einer der führenden Betriebe.
Der Markt Zusmarshausen benannte Anfang September 2024 den Platz vor dem Feuerwehrhaus im Ortsteil Streitheim, dem Geburtsort von Siemann, in Willibald-Siemann-Platz um. Zusätzlich wurde eine Informationstafel aufgestellt.

## Orgeln
Viele Orgelhistoriker schätzen an seinen Instrumenten die hochwertige Verarbeitung, besonders die gediegene Herstellung der Pfeifen in der hauseigenen Pfeifenwerkstatt. Siemann bevorzugte eine reiche Auswahl an Grundstimmen, zu denen hohe Stimmen in geringer Anzahl hinzukamen. Die Nebenwerke fungierten als reines Begleitwerk ohne Klangkronen. Das Pedal verfügte über eine geringe Stimmenanzahl, in der Regel ohne Zungenregister. Erst in der letzten Schaffensperiode setzte Siemann die Ideen der Orgelbewegung nach und nach bei seinen Neubauten um.
Wertvolle Orgelgehäuse wurden übernommen, aber oft maßtechnisch erheblich verändert, um die raumgreifenden Kegelladen unterzubringen. Alte Register wurden normalerweise nicht wieder verwendet, was oft eine Vernichtung von ranghohen Denkmalorgeln bedeutete.
Ab 1894 wurden hauptsächlich Trakturen mit pneumatischen Kegelladen gebaut. Erst nach dem Tod des Firmeninhabers wurden auch gelegentlich Orgeln mit elektro-pneumatischer Traktur hergestellt.

## Werkliste (Auswahl)
- Karte mit allen Koordinaten:
- OSM |
- WikiMap

Kursivschreibung zeigt an, dass die Orgel nicht mehr oder nur noch der Prospekt erhalten ist. In der sechsten Spalte bezeichnet die römische Zahl die Anzahl der Manuale, ein großes „P“ ein selbstständiges Pedal. Die arabische Zahl gibt die Anzahl der klingenden Register an. Die letzte Spalte bietet Angaben zum Erhaltungszustand und zu Besonderheiten sowie Links mit weiterführender Information.
| Jahr      | Opus    | Ort                             | Gebäude                                                   | Bild | Manuale         | Register   | Bemerkungen |
| --------- | ------- | ------------------------------- | --------------------------------------------------------- | ---- | --------------- | ---------- | --- |
| 1890      | 23      | Langquaid–Niederleierndorf      | Wallfahrtskirche Mariä Himmelfahrt Standort               |      | I/P             | 9          | mechanische Kegellade, laut Firmenschild erbaut von Martin Binder, Pfaffenhofen |
| 1892      | 29      | Paunzhausen                     | St. Stephanus Standort                                    |      | I/P             | 9          | mechanische Kegellade, original erhalten → Orgel |
| 1892      | 30      | Schierling (Oberpfalz)          | St. Peter und Paul Standort                               |      | II/P            | 17         | pneumatische Membranenlade. Eingelagert erhalten. Neubau durch Jann → Orgel |
| 1893      | 32      | Niederhornbach                  | St. Laurentius Standort                                   |      | I/P             | 7          | mechanische Kegellade, original erhalten |
| 1895      | 40      | Regensburg                      | Niedermünsterkirche Standort                              |      | II/P            | 28         | erste Orgel mit elektr. Antrieb = Schleudergebläse; Neubau hinter vorh. Prospekt von Brandenstein; 1980 Neubau durch Guido Nenninger. |
| 1895      | 41      | Semerskirchen                   | Mariä Himmelfahrt Standort                                |      | I/P             | 6          | Nicht erhalten; 1996 Neubau durch Orgelbau Schädler. |
| 1895      | 45      | Mallersdorf                     | Kloster- und Pfarrkirche St. Johannes Evangelist Standort |      | II/P            | 13         | Neubau im historischen Prospekt der Bayr-Orgel von Christian Jorhan d. Ä. (1783) 1904 Neubau im historischen Gehäuse durch Franz Borgias Maerz. 1985 Neubau durch Mathis Orgelbau. → Orgel                                                                                          |
| 1895      | 46      | Brennberg                       | St. Rupert Standort                                       |      | I/P             | 9          | nicht erhalten. 1992 Neubau Hartmann |
| 1896      | 47      | Saal an der Donau               | Schmerzhafte Mutter Gottes Standort                       |      | I/P             | 9          | → Orgel |
| 1896      | 48      | Haunstetten                     | St. Johann Baptist Standort                               |      | I/P             | 4          | Neubau; nur noch Magazinbalg erhalten |
| 1896      | 51      | Oberdolling                     | St. Georg Standort                                        |      | II/P            | 13         | Prospekt neuzeitlich. 1993 Renovierung Hartmann, dito 2021 Orgelbau Sandtner |
| 1896      | 52      | Winzer                          | St. Nikolaus Standort                                     |      | I/P             | 8          | letzte nachweisbare mechanische Kegellade der Firmengeschichte; 1938 Renovierung von Eduard Hirnschrodt 1991: Renovierung Hartmann; Aeoline 8' ersetzt durch Oktave 2' → Orgel |
| 1897      | 55      | Geiselhöring                    | St. Peter und Erasmus Standort                            |      | II/P            | 17         | verändert und erweitert (1950 Umbau durch Friedrich Meier) erhalten im Orgelmuseum Kelheim → Orgel |
| 1897      | 59      | Regensburg–Harting              | St. Koloman Standort                                      |      | I/P             | 4          | Beispiel einer der kleinsten Kirchenorgeln der Firma; im Original erhalten → Orgel |
| 1897      | 62      | Mariaort (Sinzing)              | Mariä Himmelfahrt (Wallfahrtskirche) Standort             |      | II/P            | 13         | im Gehäuse der Vorgängerorgel; erhalten |
| 1898      | 63      | Holztraubach bei Mallersdorf    | St. Laurentius Standort                                   |      | I/P             | 8          | |
| 1898      | 72      | Oberglaim                       | Mariä Himmelfahrt Standort                                |      | I/P             | 9          | Nicht erhalten. → Orgel |
| 1899      | 74      | Regensburg                      | Stiftskirche zur Alten Kapelle Standort                   |      | II/P            | 36         | eine Vorgängerorgel der Papst-Benedikt-Orgel; später neobarock umgebaut; Neubau durch Orgelbau Mathis 2006. Prospekt: Andreas Weiß (Nabburg) 1791 |
| 1899      | 79      | Regensburg                      | Schottenkirche St. Jakob Standort                         |      | II/P            | 18         | original erhalten (2022 restauriert); unter Verwendung einiger Pfeifen der Vorgängerorgeln → Orgel |
| 1900      | 87      | Regensburg                      | Heilig Kreuz Standort                                     |      | II/P            | 15         | bei Neubau verborgen seitlich hinter dem Chorgitter im Nonnenchor errichtet |
| 1900      | 90      | Regensburg                      | St. Emmeram Standort                                      |      | II/P            | 30         | 1959 Umbau und Erweiterung auf IV/68 durch Eduard Hirnschrodt |
| 1901      | 94      | (Weihmichl)-Oberneuhausen       | St. Peter und Paul Standort                               |      | I/P             | 7          | |
| 1901      | 97      | Nersingen-Straß                 | St. Johann Baptist Standort                               |      | II/P            | 14         | erhalten |
| 1901      | 105     | Sulzbach an der Donau           | St. Martin                                                |      | I/P             | 4          | Orgel mit veränderter Gehäusefront in Privatbesitz (Tegernheim) erhalten, Transferierung Schädler. |
| 1901      | 106     | Pielenhofen                     | Mariä Himmelfahrt Standort                                |      | II/P            | 16         | neues Werk hinter Prospekt der Vorgängerorgel |
| 1902      | 113     | Regensburg                      | St. Mang oder St. Andreas Standort                        |      | II/P            | 21         | neues Werk hinter Prospekt der Vorgängerorgel, 2007 Neubau von Claudius Winterhalter |
| 1902      | 119     | Regensburg–Kumpfmühl            | St.Theresia Standort                                      |      | II/P            | 17         | verändert und leicht erweitert → Orgel. 2011 Reparatur Orgelbau Rainer Kilbert, wegen Profanierung 2024 nach Sandomierz transferiert. |
| 1903      | 121     | Hohenwart                       | St. Georg Standort                                        |      | II/P            | 21         | → Orgel |
| 1903      | 122     | Grafrath                        | St. Rasso Standort                                        |      | II/P            | 18         | 1990 von Steinmeyer um vier Register erweitert. → Orgel |
| 1903      | 129     | Wettzell                        | St. Laurentius Standort                                   |      | I/P             | 6          | pneumatische Kegellade, original erhalten |
| 1903      | 133     | Lappersdorf                     | Mariä Himmelfahrt Standort                                |      | I/P             | 6          | Das historische Gehäuse einer Vorgängerorgel wurde verbreitert, um die raumgreifenden Kegelladen aufnehmen zu können. Diese Orgel ist in stark veränderter Form im Privatbesitz ohne Prospekt erhalten. Prospekt in veränderter Form in neues Instrument als Rückpositiv integriert |
| 1904      | 143     | Hahnbach                        | St. Jakob Standort                                        |      | II/P            | 23         | Prospekt Johann Konrad Funtsch 1770, 2010 Auxiliare Thomas Jann. |
| 1904      | 146     | Regensburg                      | Dominikanerkirche St. Blasius Standort                    |      | II/P            | 23         | neues Werk hinter Prospekt von Brandenstein, leicht verändert |
| 1905      | 152     | Ramspau                         | St. Laurentius Standort                                   |      | II/P            | 10         | |
| 1905      | 158     | Altessing                       | St. Martin Standort                                       |      | I/P             | 5          | |
| 1906      |         | Salmanskirchen                  | St. Johann Evangelist und Johann Baptist Standort         |      | I/P             | 7          | → Orgel |
| 1906      | 173     | Unterneuhausen                  | St. Laurentius Standort                                   |      | II/P            | 11         | Neubau im frühklassizistischen Prospekt der Schweinacher-Orgel von 1785 → Orgel |
| 1907      | 192     | Jenhausen                       | Mariä Himmelfahrt Standort                                |      | I/P             | 6          | → Orgel |
| 1907      | 193     | Giggenhausen                    | St. Stephanus Standort                                    |      | I/P             | 6          | → Orgel |
| 1907      | 196     | Adelshausen                     | St. Peter Standort                                        |      | II/P            | 18         | 2006 restauriert von Orgelbauwerkstätte Georg Weishaupt, Ellgau |
| 1907      | 198     | Sankt Heinrich                  | St. Maria Standort                                        |      | I/P             | 10         | |
| 1907      | 197     | Thalfingen                      | St. Laurentius Standort                                   |      | II/P            | 12         | Orgel in historischem Gehäuse von 1719 (aus dem aufgelösten Kloster Fultenbach, seit 1811 in Thalfingen) |
| 1908      | 209     | Sünzhausen                      | St. Georg Standort                                        |      | II/P            | 11         | erste nachweisbare Orgel der Firma mit Freipfeifenprospekt; ursp. pneumatische Kegelladen; Spieltisch und Traktur 1984 erneuert. → Orgel |
| 1908      | 213     | St. Ludwig                      | Klosterkirche zur Hl. Familie Standort                    |      | II/P            | 14         | original erhalten; erste nachweisbare Transmissionslade der Firma; 1954 von Hans Klais restauriert → Orgel |
| 1909      | 226     | Stadtschwarzach                 | Heiligkreuzkirche Standort                                |      | II/P            | 22         | im historischen Gehäuse von Johann Adam Brandenstein; erhalten |
| 1909      | 227     | Eurasburg                       | Mariä Empfängnis (Schlosskirche) Standort                 |      | II/P            | 12         | original erhalten; Transmissionsprinzip auf beiden Manualen; 2020 von Eder Orgelbau restauriert → Orgel |
| 1909      | 233     | Königshütte                     | St. Hedwig Standort                                       |      | III/P           | 46         | größte erhaltene Orgel außerhalb Deutschlands, mehrfach umgebaut und erweitert, als Sample-Set für Hauptwerk (Software) erhältlich → Orgel |
| 1910      | 249     | Maisach                         | St. Vitus Standort                                        |      | II/P            | 18         | 1980 Umbau durch Wilhelm Stöberl → Orgel |
| 1910      | 257     | Bruck in der Oberpfalz          | St. Ägidius Standort                                      |      | II/P            | 12         | Transmissionsprinzip auf beiden Manualen; war für die Kreisausstellung Regensburg 1910 gebaut; im Orgelmuseum Kelheim original erhalten |
| 1910      | 258     | Unterauerbach                   | St. Nikolaus Standort                                     |      | II/P            | 11         | renoviert 1931 und 1982 → Orgel |
| 1911      | 271     | Weihenstephan                   | St. Stephanus Standort                                    |      | I/P             | 8          | → Orgel |
| 1912      | 280     | Haar                            | St. Raphael Standort                                      |      | II/P            | 19         | → Orgel |
| 1912      | 281     | Willenhofen                     | St. Mauritius Standort                                    |      | I/P             | 7          | erhalten → Orgel |
| 1912/1925 | 282/420 | Regensburg                      | St. Josef Standort                                        |      | II/P bzw. III/P | 18 bzw. 26 | weitgehend erhalten; Neubau unter Verwendung der Vorgängerorgel von Steinmeyer, spätere Erweiterung → Orgel |
| 1912      | 286     | Brzeżce (Kreis Pszczyna), Polen | Klosterkirche Standort                                    |      | II/P            | 24         | |
| 1913      | 303     | Neunkirchen bei Weiden          | St. Dionysius Standort                                    |      | II/P            | 14         | erhalten; 2012 Restaurierung durch Orgelbau Rainer Kilbert |
| 1914      | 309     | Übersee                         | St. Nikolaus Standort                                     |      | II/P            | 24         | original erhalten, Restaurierung 1989 durch Rudolf Strohmer → Orgel |
| 1914      | 315     | Regensburg                      | St. Kassian Standort                                      |      | II/P            | 12         | original erhalten → Orgel |
| 1914      | 321     | Kröning-Dietelskirchen          | Maria Immaculata Standort                                 |      | II/P            | 11         | original erhalten → Orgel |
| 1915      | 329     | Obertraubling                   | St. Georg Standort                                        |      | II/P            | 19         | nicht erhalten. Neubau Thomas Jann hinter dem teilweise barocken Gehäuse |
| 1915      | 331     | Schönberg                       | St. Michael Standort                                      |      | II/P            | 18         | weitgehend erhalten: II/23 nach diversen Umbauten (1956: Wölfl, 1990: Glockner, 2003: Schmid) → Orgel |
| 1915      | 332     | Pertolzhofen                    | Maria Immaculata Standort                                 |      | II/P            | 9          | im historischen Gehäuse, erhalten, 2004 restauriert von Thomas Jann |
| 1917      | 347     | Hirschau                        | Mariä Himmelfahrt Standort                                |      | II/P            | 17         | Umbau mit Freipfeifenprospekt. Die Orgel ist nicht mehr spielbar; stattdessen Elektronium |
| 1918      | 349     | Wörth an der Donau              | St. Peter Standort                                        |      | II/P            | 20         | nicht erhalten; Erbauer: Martin Binder & Sohn, Rgbg. (1917, ohne Siemann-Aufschrift); über 2000 Pfeifen, 1992 restauriert und umgebaut – 2022 Neubau Thomas Jann |
| 1918      | 351     | Rosenheim                       | St. Nikolaus                                              |      | II/P            | 34         | 1958 ersetzt durch Neubau von Carl Schuster |
| 1918      | 353     | Floß                            | St. Johannes der Täufer Standort                          |      | II/P            | 18         | 1974 Neubau mit Übernahme von Material der alten Orgel (Hirnschrodt), 1985 Umbau Hartmann. |
| 1919      | 355     | Kelheim                         | Mariä Himmelfahrt Standort                                |      | II/P            | 21         | nicht erhalten; Neubau 1982 Hermann Kloss |
| 1920      | 363     | Pfettrach                       | St. Othmar Standort                                       |      | II/P            | 6          | im klassizistischen Prospekt der Vorgängerorgel von Joseph Schweinacher → Orgel |
| 1921      | 370     | München                         | Heilig-Geist-Kirche Standort                              |      | IV/P            | 79         | größtes Orgelwerk der Firmengeschichte; 1945 zerstört → Orgel |
| 1922      | 384     | Arth                            | St. Katharina Standort                                    |      | I/P             | 4          | Der klassizistische Prospekt stammt aus der Zeit um 1835 |
| 1923      | 389     | Oberpfraundorf                  | St. Martin                                                |      | I/P             | 7          | erhalten. 2023/24 restauriert |
| 1923      | 391     | München                         | St. Joseph                                                |      | III/P           | 48         | Erweiterung der bestehenden Orgel von Maerz um zwei Register, Tremulant und Oktavergänzungswindladen; Nach Kriegsverlust 1954 Neubau durch Schuster |
| 1923      | 393     | Waldkirchen                     | St. Peter und Paul Standort                               |      | II/P            | 12         | Gehäuse von Funtsch nach 1750, erweitert; Disposition verändert |
| 1923      | 394     | Birnfeld                        | St. Michael Standort                                      |      | II/P            | 14         | |
| 1923      | 398     | Zorneding                       | St. Martin Standort                                       |      | II/P            | 14         | Gehäuse von Josef Wagner (Glonn) von 1840; Original erhalten. |
| 1924      | 402     | München                         | St. Theresia Standort                                     |      | II/P            | 25         | 1976 neues Werk von Wilhelm Stöberl mit III/43 unter Verwendung einiger Register von Siemann → Orgel |
| 1925      | 414     | Surheim                         | St. Stephanus Standort                                    |      | II/P            | 10         | Neubau unter Verwendung von Gehäuse und Pfeifenwerk durch Willi Osterhammer |
| 1927      | 430     | Elsenfeld                       | St. Gertraud Standort                                     |      | II/P            | 14         | |
| 1928      | 441     | Wieskirche                      | Zum gegeißelten Heiland Standort                          |      | II/P            | 27         | hinter Gehäuse von Hörterich. Teilweise erhalten; Nachfolgeinstrumente 1959 von Schmid und 2010 von Winterhalter → Orgel |
| 1928      | 443     | Pößneck                         | St. Josef                                                 |      | II/P            | 13         | Neubau; in den 1970er Jahren umdisponiert, 1999 überholt → Orgel |
| 1929      | 446     | Hohengebraching bei Pentling    | Mariä Himmelfahrt Standort                                |      | II/P            | 22         | Prospektentwurf: Heinrich Hauberrisser, erste Orgel mit elektro-pneumatischer Traktur, Orgel erhalten, elektrische Anlage neu |
| 1929      | 457     | Aschaffenburg                   | Mariä Heimsuchung (Aschaffenburg) Standort                |      | II/P            | 20         | hinter Gehäuse des Frankfurter Orgelmachers Hans Georg Steigleder, Umbau 1990 durch Winfried Elenz aus Würzburg. → Orgel Nicht erhalten: Neubau Karl Göckel 2016. |
| 1930      | 461     | Pentling                        | St. Johannes Standort                                     |      | I/P             | 6          | War Interimsorgel von Herz Jesu in Regensburg → Orgel |
| 1931      | 465     | Arnstein                        | St. Nikolaus Standort                                     |      | II/P            | 21         | im historischen Gehäuse der Vorgängerorgel → Orgel |
| 1932      | 469     | Lohr am Main                    | St. Josef Standort                                        |      | II/P            | 12         | |
| 1933      | 472     | Homburg am Main                 | St. Burkard Standort                                      |      | II/P            | 15         | im Gehäuse der Vorgängerorgel |
| 1934      |         | Karlstadt                       | St. Andreas                                               |      | II/P            |            | im historischen Gehäuse von Nikolaus Will und Johann Jost Schleich (1683), von Gustav Weiß (1956) und Werner Mann (2014 IV/P 65) erweitert |
| 1934      | 478     | Markt Kaltenbrunn               | St. Martin Standort                                       |      | II/P            | 17         | |
| 1935      | 482     | Grafing                         | St. Ägidius Standort                                      |      | III/P           | 31         | |
| 1936      | 483     | Regensburg                      | Herz Jesu Standort                                        |      | III/P           | 30         | nahezu im Originalzustand erhalten, umfangreiche Renovierung 2019 abgeschlossen → Orgel |
| 1937      | 487     | Haar                            | St. Konrad Standort                                       |      | II/P            | 18 (24)    | nahezu im Originalzustand erhalten → Orgel |
| 1938      | 491     | Freising                        | St. Georg Standort                                        |      | III/P           | 43         | erhalten → Hauptorgel |
| 1939      | 496     | Schmidmühlen                    | St. Ägidius Standort                                      |      | II/P            | 22         | Werk erhalten, Prospekt anonym um 1750, die Erweiterung rechts kam beim Anbau der Kirche hinzu. → Orgel |
| 1943      | 511     | Regensburg                      | St. Wolfgang Standort                                     |      | III/P           | 45         | Hauptorgel ist die größte erhaltene Orgel in Deutschland Siemanns, leicht modifiziert erhalten, Sanierung 2018 → Orgel |
| 1944      | 512     | Steinmühle (Mitterteich)        | St. Joseph Standort                                       |      | II/P            | 15         | bis auf die Höherlegung der Mixtur von 2 ⁄3′ nach 1 ⁄3′ original erhalten. Letztes Werk der Firma |